# Micragyrta gavisa
Micragyrta gavisa är en fjärilsart som beskrevs av Walker 1864. Micragyrta gavisa ingår i släktet Micragyrta och familjen björnspinnare. Inga underarter finns listade i Catalogue of Life.